# Tapete de Ferghan
O tapete de Ferghan é um tipo de tapete persa. Era tecido na cidade de Mushkabad, completamente destruída no século XIX por ordem de Fat′h Ali Shah. Sua produção está parada, exceto na cidade de Ibrahimabad.

## Descrição
As ornamentações do tapete de Feraghan são muito influenciadas pelo motivo hérati. Os medalhões sempre são ornados com este motivo. Seu fundo é bem destacado (branco ou azul escuro sobre um campo azul escuro ou vermelho amaranto).
A borda é muito considerada; é composta de uma série de bandas estreitas carregadas de ornamentos. As bandas externas têm motivos geométricos, e as internas flores estilizadas, ou boteh. Alguns exemplares muito raros têm o campo e as bordas decoradas exclusivamente com o motivo sultão zil-i. As cores das bordas geralmente são claras e vivas: amarelo, verde claro, azul e branco.
Estes tapetes são muito sóbrios e eram muito apreciados nas mansões inglesas da era vitoriana.